# Lista de episódios de Lip Sync Battle
Lip Sync Battle (Brasil: Batalha de Lip Sync / Portugal: Lip Sync Battle - Batalhas em Palco) é uma reality de competição musical americana que estreou em 2 de abril de 2015, no canal a cabo Spike. O programa é baseado em uma ideia inicialmente apresentada ao Late Night with Jimmy Fallon por John Krasinski e Stephen Merchant. Em cada episódio, duas celebridades competem umas contra as outras usando a sincronização labial, e depois de duas rodadas, o público decide o vencedor da noite. O programa é apresentado pelo rapper LL Cool J, enquanto a modelo Chrissy Teigen serve como comentarista de cores. Várias emissoras optaram por transmitir o game show antes que ele fosse eventualmente captado pelo canal a cabo americano Spike, que estava no meio do rebranding. O show tem sido um grande sucesso para a rede e bem recebido pela crítica e pelo público. Em abril de 2015, Lip Sync Battle foi renovada para uma segunda temporada, que estreou em 7 de janeiro de 2016. Em janeiro de 2016, o programa foi renovado para uma terceira temporada, que estreou em 12 de outubro de 2016.
Em 29 de março de 2018, 73 episódios originais de Lip Sync Battle foram ao ar durante três temporadas, incluindo cinco especiais.

## Resumo
| Temporada | Temporada | Episódios | Exibição original      | Exibição original      |
| Temporada | Temporada | Episódios | Estreia da temporada   | Final da temporada     |
| --------- | --------- | --------- | ---------------------- | ---------------------- |
|           | 1         | 18        | 2 de abril de 2015     | 20 de agosto de 2015   |
|           | Especial  | Especial  | 19 de novembro de 2015 | 19 de novembro de 2015 |
|           | 2         | 21        | 7 de janeiro de 2016   | 23 de junho de 2016    |
|           | Especial  | Especial  | 11 de setembro de 2016 | 11 de setembro de 2016 |
|           | 3         | 24        | 12 de outubro de 2016  | 19 de julho de 2017    |
|           | Especial  | Especial  | 10 de outubro de 2017  | 10 de outubro de 2017  |
|           | Especial  | Especial  | 25 de novembro de 2017 | 25 de novembro de 2017 |
|           | Especial  | Especial  | 18 de janeiro de 2018  | 18 de janeiro de 2018  |
|           | 4         | TBA       | 25 de janeiro de 2018  | Junho de 2018          |

## Episódios

### 1ª Temporada (2015)
EP 01 - Jimmy Fallon x Dwayne Johnson
EP 02 - John Legend x Common
EP 03 - Anne Hathaway x Emily Blunt
EP 04 - Anna Kendrick x John Krasinski
EP 05 - Mike Tyson x Terry Crews
EP 06 - Michael Strahan x Hoda Kotb
EP 07 - Stephen Merchant x Malin Akerman
EP 08 - Derek Hough x Julianne Hough
EP 09 - Salt x Pepa
EP 10 - Queen Latifah x Marlon Wayans
EP 11 - Allison Brie x Will Arnett
EP 12 - Justin Bieber x Deion Sanders
EP 13 - Andy Cohen x Willie Geist
EP 14 - Victoria Justice x Gregg Sulkin
EP 15 - Abbi Jacobson x Ilana Glazer
EP 16 - Iggy Azalea x Nick Young
EP 17 - Terrence Howard x Taraji P. Henson (parte I)
EP 18 - Terrence Howard x Taraji P. Henson (parte II)
Nota: Os vencedores estão listados em negrito

### 2ª Temporada (2016)
EP 01 - Channing Tatum x Jenna Dewan
EP 02 - Kevin Hart x Olivia Munn
EP 03 - Anthony Anderson x Tracee Ellis Ross
EP 04 - Josh Gad x Kaley Cuoco
EP 05 - Nina Dobrev x Tim Tebow
EP 06 - Hayden Panettiere x Eva Longoria
EP 07 - Gabriel Iglesias x Randy Couture
EP 08 - Gigi Hadid x Tyler Posey
EP 09 - Lauren Cohan x Sonequa Martin Green
EP 10 - Jason Derulo x Katharine McPhee
EP 11 - Nene Leakes x Todd Chrisley
EP 12 - Clark Gregg x Hayley Atwell
EP 13 - Joel McHale x Jim Rash
EP 14 - Snoop Dogg x Chris Paul
EP 15 - Gina Rodriguez x Wilmer Valderrama
EP 16 - Josh Peck x Christina Milian
EP 17 - Cee Lo Green x Russell Peters
EP 18 - Shaquille O'Neil x Aisha Tyler
EP 19 - Zoe Saldana x Zachary Quinto
EP 20 - Michael Shannon x Rachel Bloom
EP 21 - Chris D'Elia x Brent Morin
Nota: Os vencedores estão listados em negrito

### 3ª Temporada (2016-17)
EP 01 - Sir Ben Kingsley x John Cho
EP 02 - America Ferrera x Amber Tamblin
EP 03 - Laverne Cox x Samira Wiley
EP 04 - Lupita Nyong'o x Regina King
EP 05 - Rob Riggle x Jeff Dye
EP 06 - T.J Miller x Sam Richardson
EP 07 - Cassadee Pope x Dustin Lynch
EP 08 - Don Cheadle x Wanda Sykes
EP 09 - Jay Leno x Craig Ferguson
EP 10 - Ruby Rose x Milla Jojovich
EP 11 - Tony Gonzalez x Ray Lewis
EP 12 - DeAndre Jordan x Sarah Hyland
EP 13 - Ricky Martin x Kate Upton
EP 14 - Taye Diggs x Ne Yo
EP 15 - Nicole Richie x John Michael Higgins
EP 16 - Bellamy Young x Matt McGorry
EP 17 - Rumer Willis x Bryshere Grey
EP 18 - Caleb McLaughlin x Finn Wolfhard x Gaten Matarazzo x Noah Schnapp (Elenco de Stranger Things)
EP 19 - Skylar Astin x Metta World Peace
EP 20 - Uzo Aduba x Danielle Brooks
EP 21 - Ashley Graham x Jermaine Fowler
EP 22 - Theresa Caputo x Nick Swardson
EP 23 - David Spade x Nina Agdal
Nota: Os vencedores estão listados em negrito

### Especial de hip hop (2017)
ASA
| Título | Exibição Original | EUA espectadores (milhões) |
| ------ | ----------------- | -------------------------- |

### 4ª Temporada (2018)
Nota: Os vencedores estão listados em negrito